# Lithocarpus burkillii
Lithocarpus burkillii A.Camus – gatunek roślin z rodziny bukowatych (Fagaceae Dumort.). Występuje naturalnie w Malezji – w stanie Pahang. 

## Morfologia
PokrójZimozielone drzewo dorastające do 24 m wysokości.
LiścieBlaszka liściowa ma owalnie eliptyczny kształt. Mierzy 8,2 cm długości oraz 3,3 cm szerokości, ma ostrokątną nasadę i ostry wierzchołek. Ogonek liściowy ma 10–20 mm długości.

## Biologia i ekologia
Rośnie w lasach, na wysokości około 1200 m n.p.m.